# كارلوس موتا بينتو
كارلوس موتا بينتو (بالبرتغالية: Carlos Mota Pinto‏) هو محامي وسياسي برتغالي، ولد في 25 يوليو 1936 في بومبال في البرتغال، وتوفي في 7 مايو 1985 في قلمرية في البرتغال بسبب نوبة قلبية. نشط حزبياً في الحزب الديمقراطي الاجتماعي (البرتغال). وقد انتخب وزير وانتخب نائب في الجمعية التأسيسية وانتخب عضو مجلس الجمهورية ‏ عن دائرة Coimbra (Assembly of the Republic constituency) ‏ خلال فترته النيابية ‏.

## وصلات خارجية
- كارلوس موتا بينتو على موقع مونزينجر (الألمانية)